# Laura Ingalls Wilder
Laura Elizabeth Ingalls (Condado de Pepin, Wisconsin; 7 de febrero de 1867-Mansfield, Misuri; 10 de febrero de 1957) fue una novelista estadounidense. En la década de 1930, al alcanzar los sesenta y cinco años, Ingalls narró en varios libros su infancia como pionera, de entre los cuales La casa de la pradera fue el que conoció mayor éxito. En 1973 se adaptó  a una serie de televisión estadounidense que tuvo nueve temporadas y que en parte de  Sudamérica se tituló La familia Ingalls.

## Biografía
Laura Elizabeth Ingalls nació cerca del Condado de Pepin, Wisconsin, en los "Grandes Bosques" de Wisconsin. Fue la segunda hija del matrimonio formado por Charles Phillip Ingalls y Caroline Lake Quiner. Los Wilder descendían de la antigua familia Delano, que habría de dar al presidente Franklin Delano Roosevelt y otros ilustres personajes. Tras su inicial vida en Wisconsin, la familia Ingalls viaja hacia el Oeste a través de los estados de Kansas, Minnesota y Dakota. Laura, alumna brillante e inteligente, tuvo sin embargo una escolarización esporádica e irregular a causa de la vida itinerante de su familia.
A los dieciocho años, el 25 de agosto de 1885, contrajo matrimonio con Almanzo James Wilder en el territorio de Dakota. Compraron una finca de 200 ha y la agrandaron poco a poco; veinte años después llegó a las 800 ha.
Tuvieron una hija, Rose Wilder Lane, y luego un hijo en 1889 que murió rápidamente. Después las desdichas no hicieron sino encadenarse: Almanzo enfermó de difteria y quedó parcialmente paralítico de piernas. Al poco tiempo su casa y granja fueron consumidas por el fuego. Y muchos años de sequía los dejaron endeudados. Incapaces de ganarse la vida, los Wilder quedaron durante un año en casa de los padres de Almanzo en Spring Walley (Minnesota), hasta que pudieron restablecerse. En 1891 se instalaron brevemente en Westville, condado de Holmes (Florida), donde vivía un primo de Laura, a fin de mejorar la salud de Almanzo, pero como ella no soportaba el calor y la humedad tuvieron que volver a las llanuras de Dakota del Sur, más específicamente a De Smet, donde compraron una pequeña casa. En 1894 se asentaron definitivamente en Mansfield, Misuri, donde compraron una parcela de tierra y construyeron una casa que llamaron Rocky Ridge Farm. Allí concluirían su existencia dedicados a la cría de volatería y árboles frutales. Laura comenzó a escribir artículos para el Missouri Ruralist y otras revistas y su hija la convenció para que escribiera sus memorias. 
En 1932 comenzó a escribir la serie de novelas autobiográficas que habrían de denominarse La casa de la pradera. Se dice que las primeras ideas de escribir vinieron de su madre. Su abuelo, tras la muerte de su esposa, también había escrito un libro. Laura Ingalls murió a los noventa años, en 1957.

## En la ficción
En la serie de televisión de la década de 1970 Little House on the Prairie Laura Ingalls fue interpretada por la actriz Melissa Gilbert.

## Obras

### CicloLa casita de la pradera
- Little House in the Big Woods - La casa del bosque, 1932.
- Farmer Boy - Un granjero de diez años, 1933.
- Little House on the Prairie - La casa de la pradera, 1935.
- On the Banks of Plum Creek - A orillas del río Plum, 1937.
- By the Shores of Silver Lake - En las orillas del lago de Plata, 1939.
- The Long Winter - El largo invierno, 1940.
- Little Town on the Prairie - La pequeña ciudad en la pradera, 1941.
- These Happy Golden Years - Aquellos años dorados, 1943.
- The First Four Years - Los primeros cuatro años, 1971, póstuma.

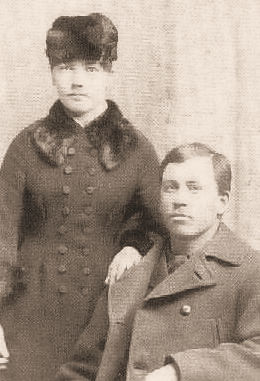
Laura y Almanzo Wilder en 1885

### Otras obras
- On the Way Home (1962, póstumo) – diario del movimiento de los Wilder desde De Smet (Dakota del Sur) a Mansfield (Misuri), editó y suplementó Rose Wilder Lane
- West from Home (1974, post.) – cartas de Laura a Almanzo mientras visitaba a Rose en San Francisco
- The Road Back (parte de A Little House Traveler: Writings from Laura Ingalls Wilder's Journeys Across America) – destacando registro inédito de Laura de un viaje de 1931 con Almanzo a De Smet, Dakota del Sur, y las Black Hills
- A Little House Sampler, con Rose Wilder Lane, editó William Anderson
- Writings to Young Women – vol. 1: On Wisdom and Virtues, vol. 2: On Life As a Pioneer Woman, vol. 3: As Told By Her Family, Friends, and Neighbors
- A Little House Reader: A Collection of Writings
- Laura Ingalls Wilder & Rose Wilder Lane – cartas intercambiadas por Laura y Rose
- Little House in the Ozarks: The Rediscovered Writings
- Laura's Album – libro de recuerdos de Laura, ed. William Anderson
- Pioneer Girl - autobio de Laura Ingalls Wilder
- Before the Prairie Books: The Writings of Laura Ingalls Wilder 1911 - 1916: The Small Farm
- Before the Prairie Books: The Writings of Laura Ingalls Wilder 1917 - 1918: the War Years
- Before the Prairie Books: The Writings of Laura Ingalls Wilder 1919 - 1920: The Farm Home
- Before the Prairie Books: The Writings of Laura Ingalls Wilder 1921 - 1924: A Farm Woman
- Laura Ingalls Wilder's Most Inspiring Writings
- Laura Ingalls Wilder: A Pioneer Girl's World View: Selected Newspaper Columns (Little House Prairie Series)